# Distrito de Sheohar
Sheohar (en bihari; शिवहर जिला) es un distrito de India en el estado de Bihar. Código ISO: IN.BR.SO.
Comprende una superficie de 443 km².
El centro administrativo es la ciudad de Sheohar.

## Demografía
Según censo 2011 contaba con una población total de 656 916 habitantes.